# Museo Nacional de Historia Natural de Malta
El Museo nacional de historia natural se encuentra en un edificio lleno de historia, en la ciudad medieval amurallada de Mdina, en Malta. Existe desde mediados de la década de 1960, ha estado abierto al público desde 1973 y es gestionado por "Heritage Malta".
El museo ofrece al visitante una visión general de los ecosistemas de Malta (tanto en tierra como bajo el agua), centrándose en las plantas endémicas y aves de las islas.
Este museo se ocupa una gran variedad de minerales, fósiles, insectos, reptiles, aves, mamíferos, peces y tiene secciones sobre Geología y Paleontología.